# Куликів (Кременецький район)
Ку́ликів — село в Україні, у  Кременецькій міській громаді Кременецького району Тернопільської області. Розташоване на річці Іква, у центрі району. До 2020 підпорядковане Дунаївській сільській раді.
Населення — 404 особи (2003).

## Історія
Поблизу Куликова виявлено археологічні пам'ятки пізнього палеоліту й давньоруської культури.
За історичними даними перша писемна згадка про село Куликів, що належала Петру Яновичу Монтигердовичу – луцькому старості датується 1493–м роком. Крім Куликова йому належали села Дунаїв та Рудка. Після смерті успадкувала внука – Ганна Кішка. Сини пані Ганни: Микола та Ян Радзівіли у 1534 році продали всі ці села Віленському єпископу – сину короля, який на той час володів містом Кременцем та деякими навколишніми селами. А в 1536 році. ці надбання дісталися королеві Боні, що проживала у Кременецькому замку.
У зв'язку з тим у реєстрі Кременецького замку за 1545 рік згадується село Куликів в якому проживало 4 селянських сім»ї. 
У переліку замкових сіл та людей при Кременецькому замку (дані за люстраціями 1542, 1545, 1552 рр): Куликів ( 4 тяглих; те ж; дворищ 2, димів 2, огородників 4, на волі димів 7);
Після так званої Лівонської війни з'явилися перебіжчики з Московії і у 1563 році село Куликів належало трьом перебіжчикам: Омеляну Ушакову, Захарію Мубятишу, Леву Зверєву. За кілька років перший із них придбав частки другого і третього, укорінився і започаткував новий шляхетський рід Ушакових-Куликівських.
У жовтні 1846 року, під час подорожі в складі археологічної експедиції, проїздом до Почаєва, с. Куликів відвідав Т. Г. Шевченко і написав поему «Варнак».
На 1936 рік село входило до ґміни Бережці Кременецького повіту.
Була польська, потім німецька окупації, радянська влада, у даний період незалежна Україна.
22 жовтня 1944 року в селі Куликів народився Анатолій Багнюк — філософ, автор ряду книг і підручників із філософії, історії символіки, збірки байок та гуморесок.
У 2009 році збудований і відкритий перший в районі пам'ятний знак «Борцям за волю України».
13 жовтня 2018 р., у ході архіпастирського візиту на Тернопільщину, Святійший Патріарх Київський і всієї Руси-України Філарет звершив Чин освячення новозбудованого храму на честь Покрови Божої Матері.
12 червня 2020 року, відповідно до розпорядження Кабінету Міністрів України № 724-р «Про визначення адміністративних центрів та затвердження територій територіальних громад Тернопільської області», увійшло до складу Кременецької міської громади.
19 липня 2020 року, в результаті адміністративно-територіальної реформи та ліквідації Кременецького (1940-2020) району, село увійшло до складу новоутвореного Кременецького району.

## Населення
За даними перепису населення 2001 року мовний склад населення села був таким:
| Мова       | Число ос. | Відсоток |
| ---------- | --------- | -------- |
| українська |           | 99,26    |
| російська  |           | 0,49     |
| молдовська |           | 0,25     |

## Пам'ятки
Церква святої Покрови.

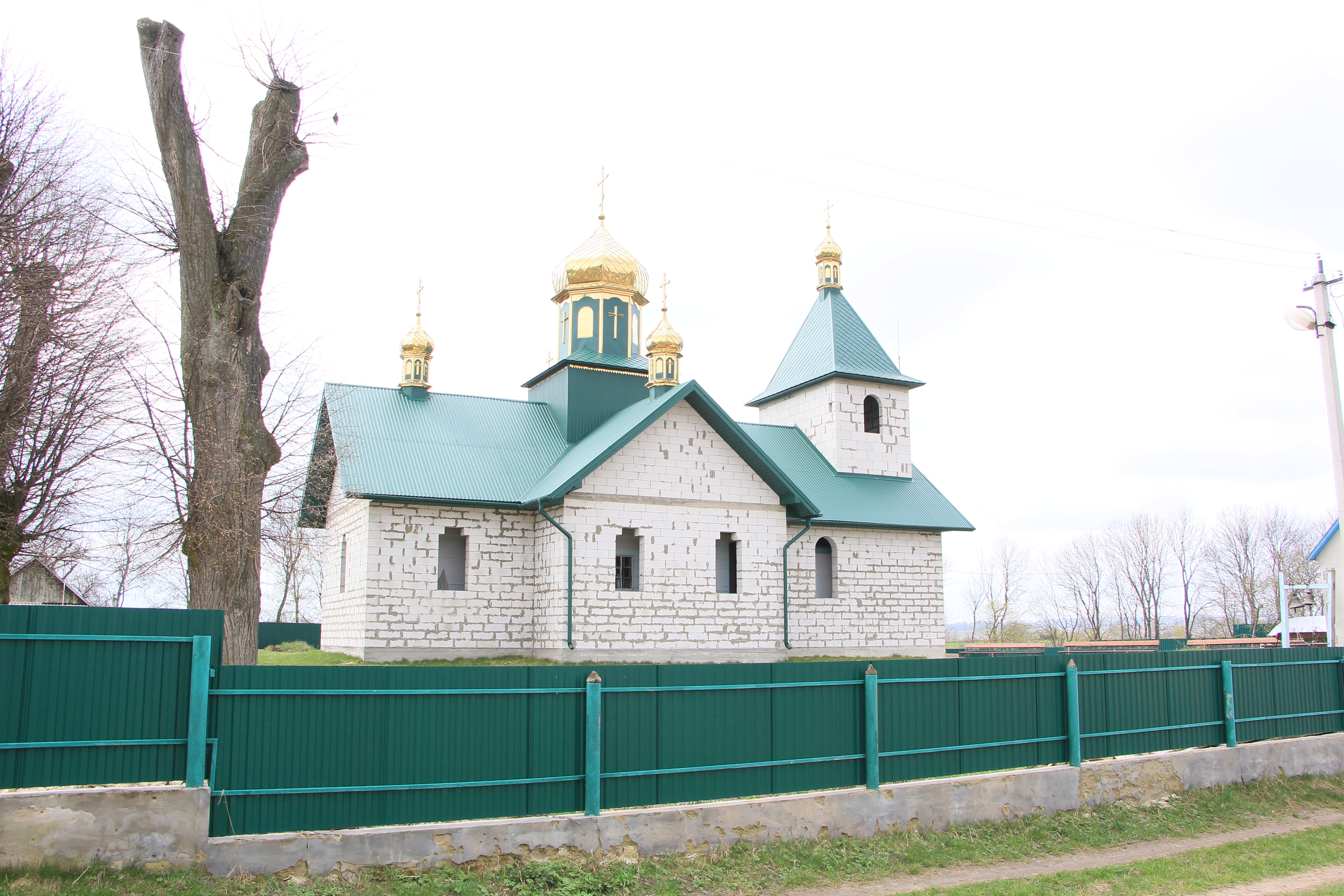
Дерев'яна церква обмурована піноблоком

1742 року Куликові була збудована велика гарна церква. В часи Першої Світової війни, коло Австрійські війська знаходилися під горою “Гостра”, а Російські вздовж річки Іква на церкву впав снаряд, церква згоріла. Близько 1918 року на її місці збудували маленьку каплицю. Церкви колись будували у вигляді хрестів, і у вигляді кораблів. Куликівська каплиця належала до другого типу, потім добудували з боків місце для співаків і для панахид. Таким чином церква стала мати вигляд хреста. Пізніше добудували дзвіницю, а за Радянського Союзу розширили вівтар. І церква більше не змінювала своєї форми.
Пам'ятки історії: У 2009 році збудований і відкритий перший в районі пам'ятний знак «Борцям за волю України».
Знаходиться дерев'яна церква на честь Покрови Пресвятої Богородиці, збудована в році.
13 жовтня 2018 р., у ході архіпастирського візиту на Тернопільщину, Святійший Патріарх Київський і всієї Руси-України Філарет звершив Чин освячення новозбудованого храму на честь Покрови Божої Матері.

## Соціальна сфера
Діють загальноосвітня школа І ступеня, клуб, бібліотека, ФАП, торговельний заклад.

## Галерея

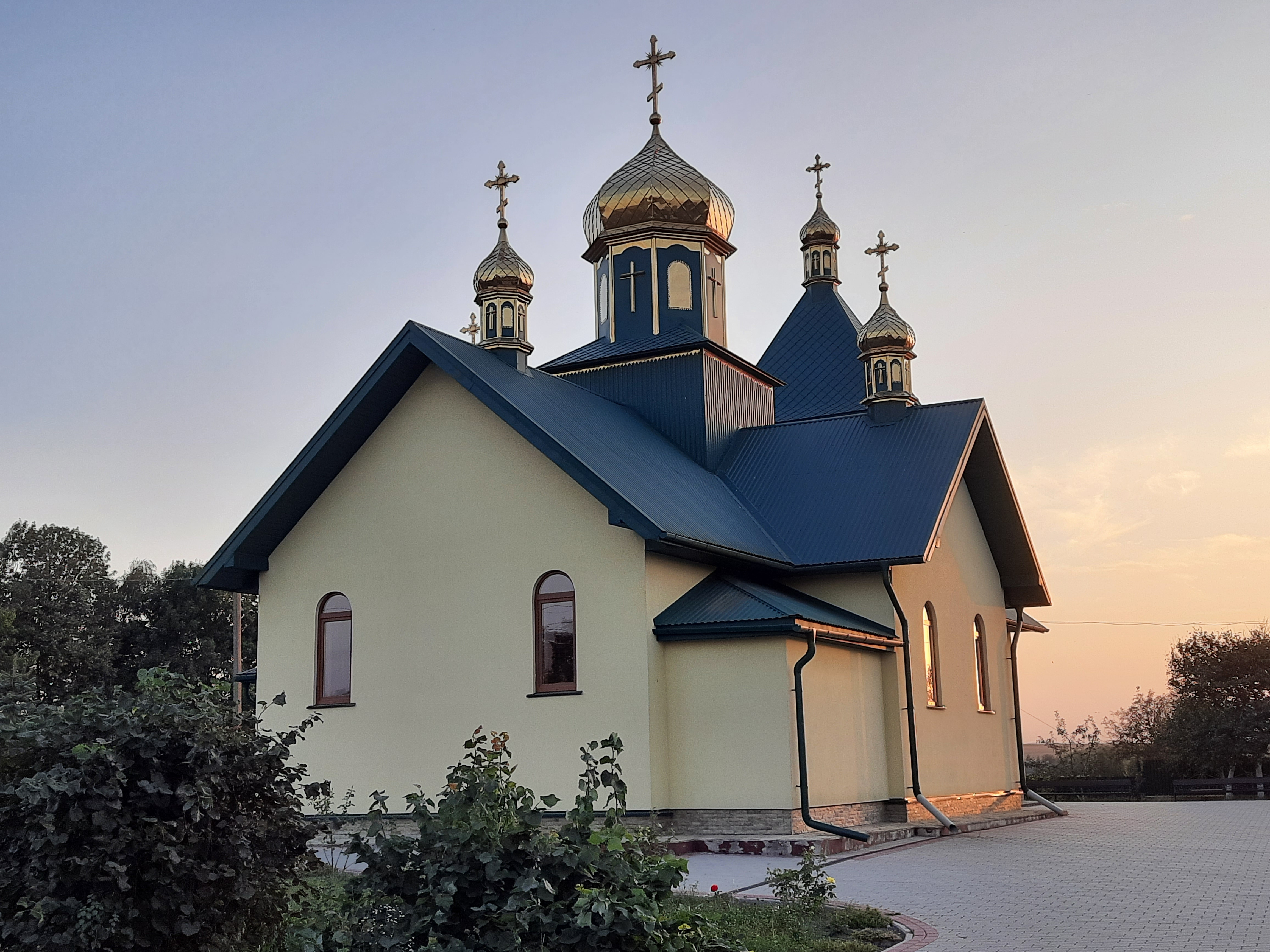
Церква Покрови Пресвятої Богородиці
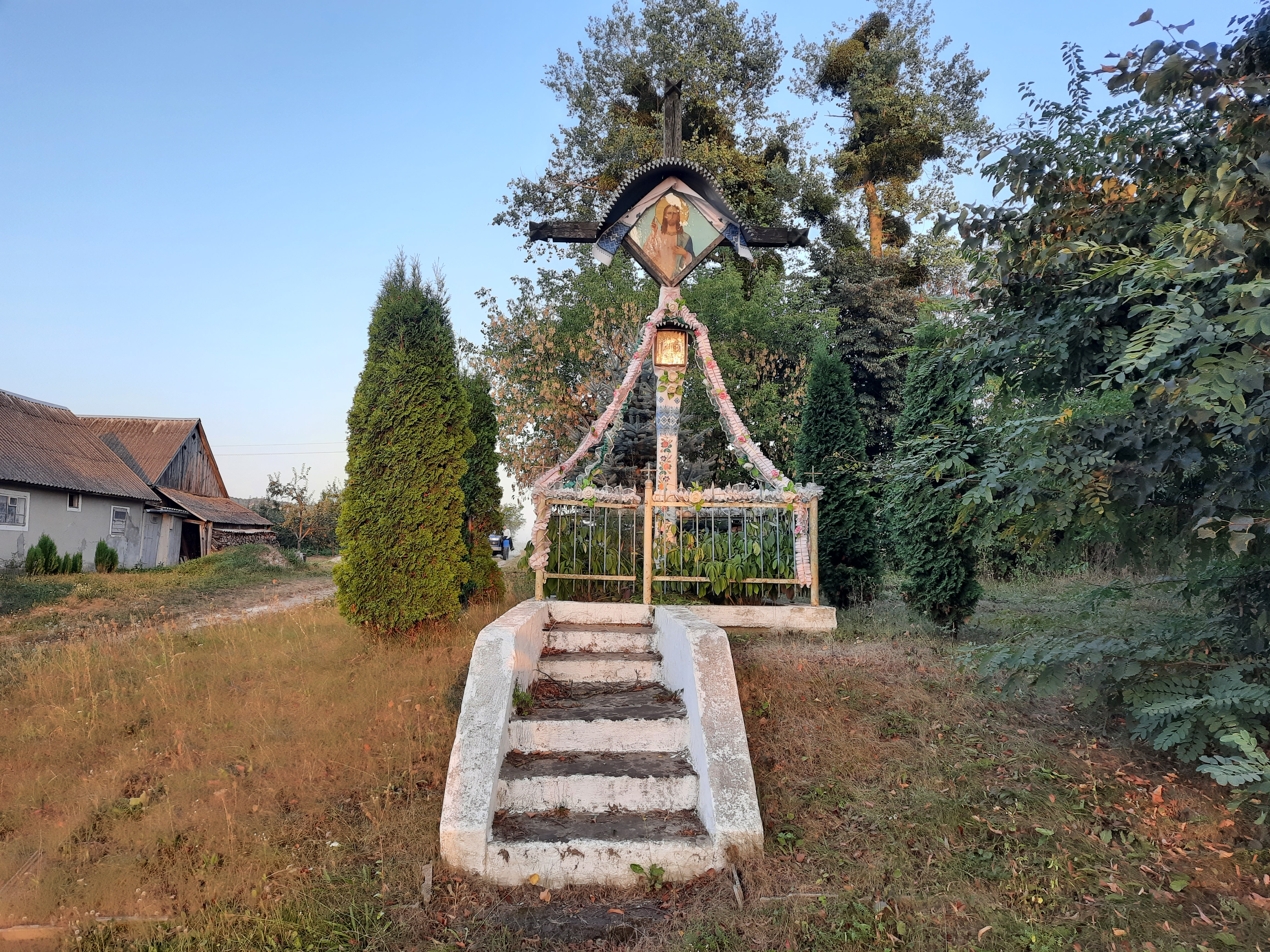
Пам'ятний хрест
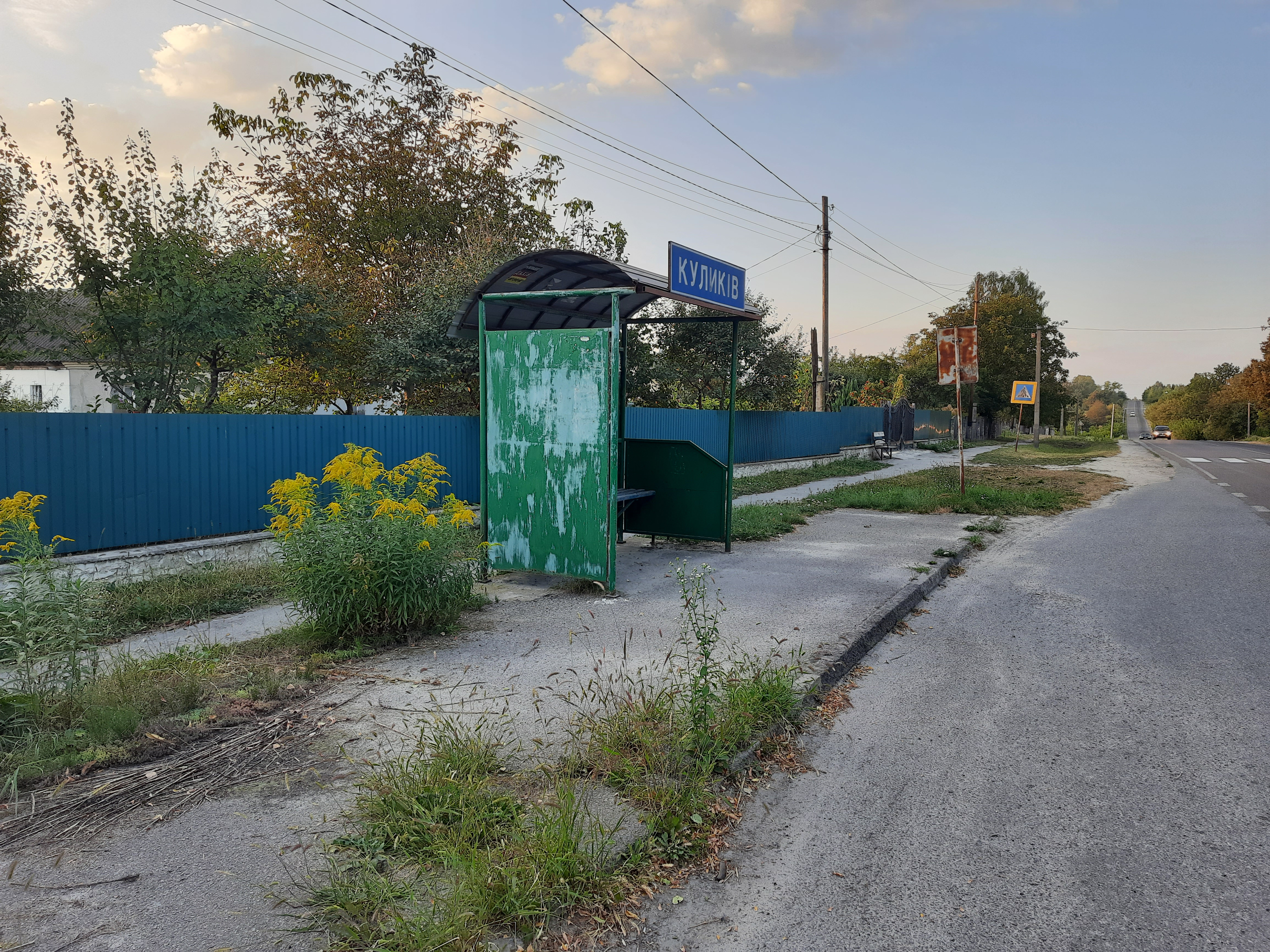
Автобусна зупинка
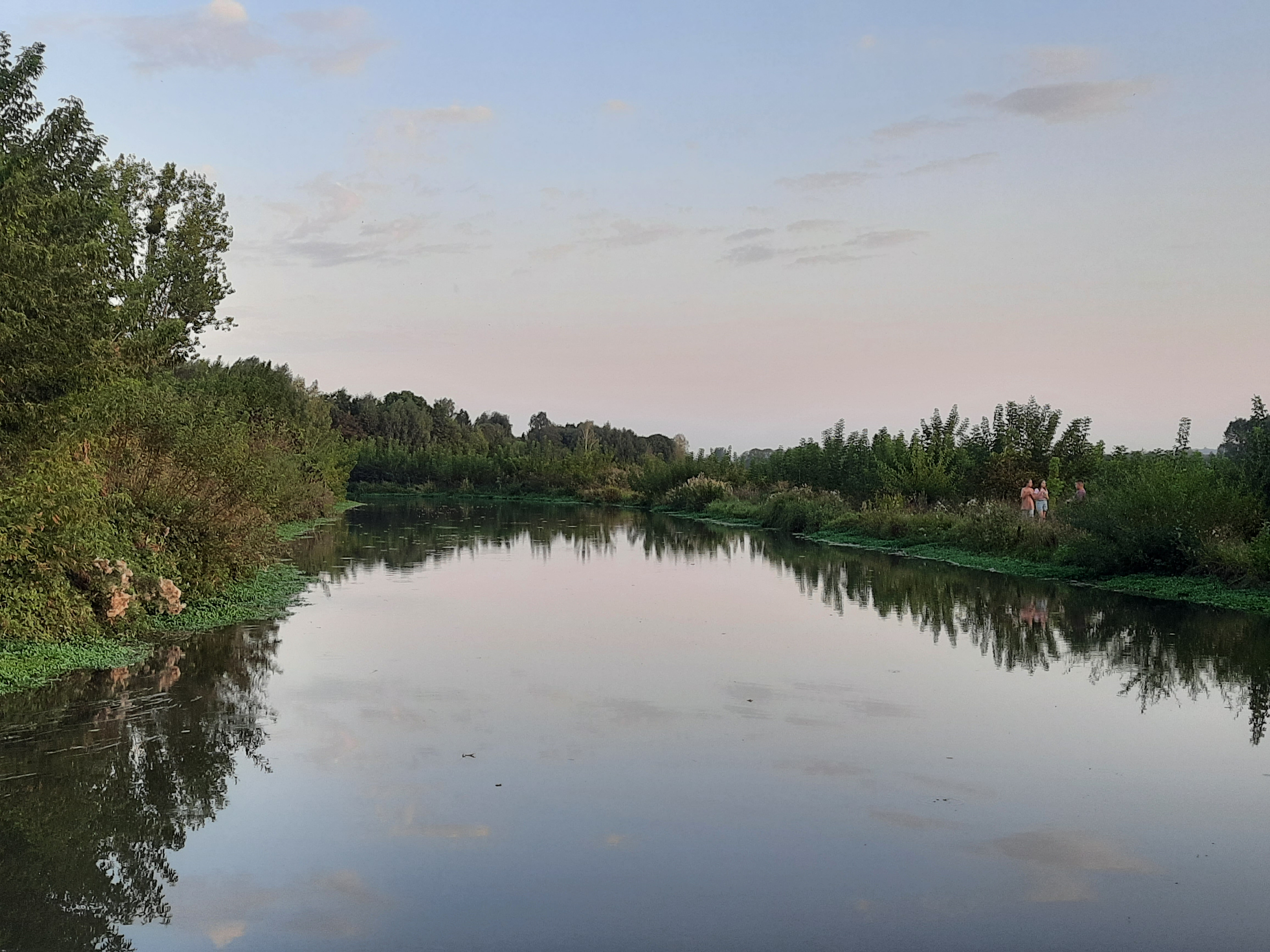
Ставок біля села